# 와타나베 미치오
와타나베 미치오(일본어: 渡辺 美智雄, 1923년 7월 28일 ~ 1995년 9월 15일)는 일본의 정치인이다.

## 인물
도치기현의 오타와라시에서 태어나 1942년 도쿄 상과대학 (東京商科大学, 지금의 히토츠바시 대학) 을 졸업한 후, 요미우리 신문 기자, 회계사로 활동하다가 1955년 자유당 공인으로 도치기 현 의회 의원 선거에 입후보해 당선되었다.
1963년 제30회 중의원 의원 총선거에 자유민주당 공인으로 입후보해 처음으로 당선된 후, 11선이라는 기록을 세우고 일생 동안 의원 직에 있었다. 1976년부터 1977년까지 후쿠다 다케오 내각의 후생대신, 1978년부터 1979년까지 제1차 오히라 마사요시 내각의 농림수산대신, 1980년부터 1982년까지 스즈키 젠코 내각 및 개조 내각의 재무대신, 1985년부터 1986년까지 제2차 나카소네 야스히로 내각 제2차 개조 내각의 통산산업대신을 지냈다.
1988년 그는 "아프리카계 미국인들은 빚을 지고도 무책임하다"와 1995년 "한일병합은 한국의 찬성에 의하여 이루어졌다"는 진술로 국제적 비난을 받았다.
1991년부터 1993년까지 미야자와 기이치 내각 및 개조 내각에서 일본의 부총리 및 외무대신을 지냈다. 자신이 관념적으로 중화인민공화국에 반대하고, 중화민국에 호의를 가졌어도 와타나베는 부총리로서 톈안먼 사건의 자국을 좇아서 중화인민공화국과 일본 간의 외교를 촉진하는 데 성과를 만들어 일본 주재 중화인민공화국 대사와의 관계를 개발하였다. 그는 1992년 첸치천 외교부장과 만나기 위하여 중화인민공화국을 방문하였으며, 이 방문 기간에 대화는 그해 후반 아키히토 천황의 방중을 가능하게 하였다.
그해 와타나베는 담석으로 입원하였으나 더욱 심한 병의 소문이 곧 퍼졌고, 1993년 건강 상태로 사임하였다. 1995년 3월 조선민주주의인민공화국으로 일본의 사절단을 지도한 후, 그해 9월 15일 췌장암으로 사망하였다.
그의 맏아들 와타나베 요시미는 자신의 국회의 의석을 물려받아 민나노당의 당수로 지내고 있다. 손자 와타나베 미치타로(둘째 아들 와타나베 미치아키의 맏아들)은 참의원의 일원이다.

## 역대 선거 기록
|  | 0% |

|  | 0% |

|  | 9.4% |

|  | 16.3% |

|  | 17% |

|  | 17.4% |

|  | 17.81% |

|  | 20.85% |

|  | 27.77% |

|  | 27.43% |

|  | 35.86% |

|  | 27.42% |

|  | 18.52% |

|  | 25.09% |